# 大原榮一
大原榮一（1912年12月2日—1998年3月9日），日本的企業家，曾任富士重工業（今速霸陸）第四任社長、富士重工業董事會名譽會長、日本航空宇宙工業會第三任會長等職務。

## 生平簡歷
1912年（大正元年）12月2日大原榮一生於廣島縣沼隈郡沼隈町（今福山市），1936年自東京帝國大學（東京大學前身）經濟學部畢業後，進入日本興業銀行工作。1957年借調至復興金融公庫，3年後回鍋日本興業銀行，1962年升任常務董事。
由於日本興業銀行為富士重工業的大股東之一，1963年大原轉任後者之副社長，1970年正式成為第四任社長。他在任內期間放棄與三菱汽車、五十鈴汽車等的合作關係，改投向日產汽車的懷抱；主要的車款產品則有速霸陸ff-1 1300G、速霸陸Leone、速霸陸Rex等。
1978年大原交棒給佐佐木定道，改擔任董事會會長，1985年成為名譽會長。此外，1979年至1983年期間也曾出任日本航空宇宙工業會第三任會長。1998年大原榮一辭世，享壽86歲。

## 內部連結
- 日本興業銀行
- 速霸陸

## 外部連結
- （日語）月刊BOSSｘWizBiz: 設立60年を経ても宿る　中島飛行機のDNA（页面存档备份，存于）

| 富士重工業（今速霸陸）歷代社長 |                                 |                   |
| 前任： 橫田信夫                | 第4任社長 1970年5月－1978年10月 | 繼任： 佐佐木定道 |